# آینه قدی
آینه قدی نام چهارمین آلبوم رسمی مهدی یراحی است که در ۱۹ بهمن ۱۳۹۵ منتشر شد. این آلبوم دارای ۱۰ قطعه است.

## مراسم رونمایی از آلبوم آینه قدی
در تاریخ ۱۹ بهمن ۱۳۹۵ و همزمان با انتشار آلبوم آینه قدی مراسم رونمایی از این آلبوم در گالری دیپلماتیک اکو برگزار شد که با حضور پر شور مردم و عوامل آلبوم آینه قدی همراه بود. مهدی یراحی بنا به درخواست حاضران در مراسم قسمتی از قطعه بی دفاع را به صورت زنده اجرا کرد.

## اتفاق ویژه برای «قطعه نفس»
قطعه نفس با صدای مهدی یراحی که برای فیلم سینمایی نفس ساخته نرگس آبیار خوانده شد در کمتر از دو روز بعد از پخش ۳ میلیون بار دانلود و شنیده شد.

## موفقیت قطعه «نگو نگفتی»
قطعه «نگو نگفتی» که قرار بود تیتراژ پایانی برنامه «ماه عسل» در سال ۱۳۹۵ باشد اما موفق به کسب مجوز از صدا و سیما نشده بود، توانست در «تماشاخانه» سایت «موسیقی ما» رکورد بیش از یک میلیون بار دانلود را از خود به جای بگذارد و محبوب‌ترین قطعه ماه لقب بگیرد.

## آهنگ‌ها
| آینه قدی   | آینه قدی       | آینه قدی       | آینه قدی                   | آینه قدی               | آینه قدی |
| شماره      | نام            | سراینده        | آهنگساز                    | تنظیم‌کننده             | مدت      |
| ---------- | -------------- | -------------- | -------------------------- | ---------------------- | -------- |
| ۱.         | «آینه قدی»     | امیرعلی بهادری | امیرعلی بهادری             | پیمان میرزایی          | ۰۳:۲۷    |
| ۲.         | «نفس»          | آرش مهرابی     | مهدی یراحی                 | مهدی یراحی، سعید زمانی | ۰۴:۲۵    |
| ۳.         | «شال گردن»     | روزبه بمانی    | مهدی یراحی                 | سعید زمانی             | ۰۳:۲۵    |
| ۴.         | «بی دفاع»      | آرش مهرابی     | وحید پویان                 | سعید زمانی             | ۰۳:۵۸    |
| ۵.         | «تو که می‌رفتی» | رضا شاهین      | اسحاق اسدبیگی              | اسحاق اسدبیگی          | ۰۳:۵۹    |
| ۶.         | «همین ساعت»    | امیرحسین مساح  | مهدی یراحی                 | هومن نامداری           | ۰۳:۲۱    |
| ۷.         | «بی سرزمین»    | امیرعلی بهادری | مهدی یراحی، امیرعلی بهادری | پیمان میرزایی          | ۰۴:۴۰    |
| ۸.         | «مغلوب»        | آرش مهرابی     | وحید پویان                 | سعید زمانی             | ۰۲:۳۸    |
| ۹.         | «سرما نزدیکه»  | روزبه بمانی    | مهدی یراحی                 | سعید زمانی             | ۰۳:۵۰    |
| ۱۰.        | «نگو نگفتی»    | روزبه بمانی    | احسان نی‌زن                 | سعید زمانی             | ۰۴:۱۳    |
| مجموع مدت: | مجموع مدت:     | مجموع مدت:     | مجموع مدت:                 | مجموع مدت:             | ۳۸:۰۰    |

## جشن‌های امضای آلبوم «آینه قدی»
- ۱۹ بهمن ۱۳۹۵ در مرکز همایش و گالری دیپلماتیک اکو - تهران
- ۲۲ بهمن ۱۳۹۵ در برج گلسار - رشت
- ۸ اسفند ۱۳۹۵ در شهرکتاب - اصفهان
- ۱۵ اسفند ۱۳۹۵ پردیس سینمایی کاپری - گرگان
- ۲۵ اسفند ۱۳۹۵ تالار آفتاب - اهواز

برداشت شده از صفحه رسمی مهدی یراحی در اینستاگرام